# Friedrich Paulus
Friedrich Wilhelm Ernst Paulus (emellanåt felaktigt benämnd Friedrich von Paulus), född 23 september 1890 i Breitenau (i nuvarande Guxhagen) i Hessen, död 1 februari 1957 i Dresden, var en tysk general; generalfältmarskalk. 

## Biografi
Paulus ledde den tyska 6:e armén under slaget vid Stalingrad och valde, mot Adolf Hitlers uttryckliga order, att kapitulera den 2 februari 1943 till Röda armén och gå i sovjetisk fångenskap. Paulus ville kapitulera tidigare, men Hitler vägrade och ville att armén skulle strida till sista man. Friedrich Paulus blev den förste tyske fältmarskalk som kapitulerade under kriget. Han och cirka 90 000 tyska soldater togs tillfånga av Sovjetunionen efter kapitulationen.
Under den sovjetiska fångenskapen slapp Paulus arbetsläger, på grund av sin grad som fältmarskalk. Paulus slapp leva i läger utan bodde i en datja tillsammans med Vincenz Müller och Arno von Lenski. Han deltog som vittne vid Nürnbergprocessen där han vittnade om förberedelserna av Operation Barbarossa och det tyska erövrings- och förintelsekriget. Han pekade ut Wilhelm Keitel, Alfred Jodl och Hermann Göring som de huvudansvariga. 
År 1953 släpptes Paulus och tilläts flytta till det dåvarande Östtyskland (DDR) och levde de sista åren av sitt liv i Dresden. Han var under dessa år verksam vid det krigshistoriska forskningsrådet vid Volkspolizeis högskola. År 1960 publicerades postumt Paulus försvarsskrift Ich stehe hier auf Befehl.